# サンテヴァルゼック
サンテヴァルゼック （Saint-Évarzec、ブルトン語:Sant-Evarzeg）は、フランス、ブルターニュ地域圏、フィニステール県のコミューン。

## 歴史

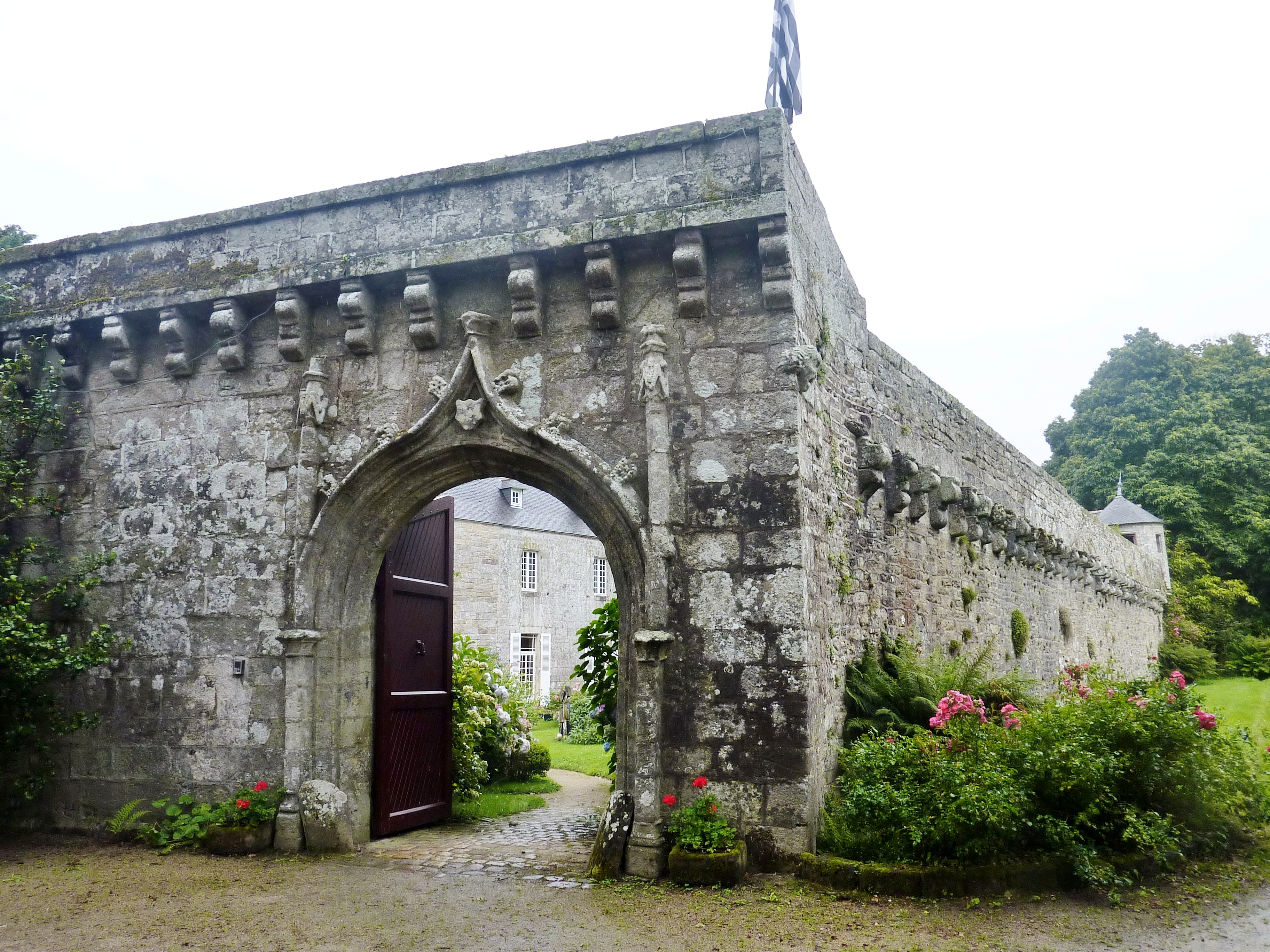
ムストワール荘園

城辞典によれば、サンテヴァルゼックのル・ムストワールには15世紀から16世紀の間2箇所の封建時代のモットと荘園があった。
1675年にサンテヴァルゼックは印紙税一揆に関係している。
革命暦4年フロレアルの20日（1796年5月9日）、サンテヴァルゼックの教区司祭で当時66歳のジャック・ラヴァヨが拳銃で殺害され、教会の主祭壇が荒らされ、聖杯、聖体顕示台、カリス、金品が盗まれた。これらの非道な行為は王党派のシュアヌリの一団が行ったと糾弾されたが、真相は不明である。
1892年から1893年にかけ、サンテヴァルゼックをコレラの流行が襲った。
1904年1月3日ル・クロワ紙は、サンテヴァルゼックにあるかつてフィーユ・ド・ジェシュ姉妹会が運営した会衆学校の閉鎖を報じた。これは同時のフランス大統領エミール・コンブ（fr）が進めた教育の世俗主義化によるものである。
1944年3月24日、サンテヴァルゼックの集落にイギリス空軍の爆撃機が墜落した。パイロットは負傷して、ドイツの捕虜となった。

## 人口統計
| 1962年 | 1968年 | 1975年 | 1982年 | 1990年 | 1999年 | 2006年 | 2010年 |
| ------ | ------ | ------ | ------ | ------ | ------ | ------ | ------ |
| 1379   | 1362   | 1917   | 2525   | 2966   | 2897   | 3090   | 3486   |

参照元:1999年までEHESS、2000年以降INSEE